# Brauner Urubamba-Springaffe
Der Braune Urubamba-Springaffe (Plecturocebus urubambensis, Syn.: Callicebus urubambensis) ist eine südamerikanische Primatenart, die in Peru vorkommt. Die genauen Grenzen des Verbreitungsgebietes sind nicht bekannt. Es beginnt im Nordwesten im kleinen, südlich des Río Urubamba gelegenen Teil der Region Ucayali, erstreckt sich dann über den äußersten Norden der Region Cusco und reicht dann über den Nationalpark Manú bis zum Oberlauf des Río Madre de Dios im Südosten. Die Art wurde erst Mitte 2015 beschrieben und nach dem Río Urubamba benannt, der das Verbreitungsgebiet durchfließt. Ursprünglich wurden die Affen dieses Gebietes dem Braunen Springaffen (Plecturocebus brunneus) zugeordnet. In Peru wird die Affenart als “mono tocón” bezeichnet, die Autoren der Erstbeschreibung schlagen Urubamba brown titi monkey als englischen Trivialnamen für die Art vor.

## Merkmale
Der Holotyp des Braunen Urubamba-Springaffen hat eine Kopf-Rumpf-Länge von 30 cm und einen 40 cm langen Schwanz. Er hat ein dunkelbraunes, von agutifarbenen Haaren gebildetes Fell. Hände und die Innenseiten der Arme sind schwarz. Die Außenseiten der Arme sind ebenfalls schwarz, aber die schwarzen Haare sind bis zu den Ellbogen vermischt mit einem kleinen Anteil von agutifarbenen Haaren. Bauch und Beine sind heller als der Rücken und braun-agutifarben. Die Füße sind schwarz, die Knie dunkler als die übrigen Beine. Das Gesicht ist von braun-agutifarben Haaren umgeben, die schwarze Spitzen haben und  nach vorn gerichtet sind. Der Gesichtskranz erscheint so insgesamt schwarz. Die nackte Gesichtshaut ist schwarz, schwarze Haare befinden sich auf den Wangen, weiße rund um Mund und Nase. Die Pupillen sind schwarz, die Iris hellbraun. Die Ohren sind mit langen schwarzen Haaren bedeckt, das Kinn ist braun-agutifarben. Die körpernahe Schwanzhälfte ist schwarz, vermischt mit einem kleinen Anteil von bräunlichen, agutifarbenen Haaren, zum Ende hin wird er zunehmend grauer. Die Schwanzspitze ist weiß. Wie bei allen amazonischen Springaffen sehen Männchen und Weibchen gleich aus. Vom rötlichen Plecturocebus toppini, dessen Verbreitungsgebiet sich in kleinen Abschnitten mit dem von Plecturocebus urubambensis überschneidet, kann letzterer leicht durch sein insgesamt dunkleres Erscheinungsbild unterschieden werden. Vom Braunen Springaffen, der weiter östlich im brasilianischen Bundesstaat Rondônia vorkommt, unterscheidet sich der Braune Urubamba-Springaffe vor allem durch die Färbung von Hinterkopf und Kopfseiten, die sich bei dieser Art nicht von der Rückenfärbung abhebt, während der Hinterkopf beim Braunen Springaffen gelblich ist und die Wangen dunkler als der Rücken sind.